# Pont Joseph-Édouard-Fortin
Le pont Joseph-Édouard-Fortin est un pont routier situé en Chaudière-Appalaches qui relie les deux rives de la rivière Chaudière dans la municipalité de Beauceville.

## Description
Le pont est emprunté par la route 108. Il comporte quatre voies de circulation soit deux voies dans chaque direction. Environ 10 600 véhicules empruntent le pont quotidiennement.

## Toponymie
Son nom rappelle le souvenir de Joseph-Édouard Fortin (1884-1949) qui a été le premier rédacteur en chef du journal L'Éclaireur de 1908 à 1937. Il fut également maire de Beauceville de 1922 à 1925 puis devint député de la circonscription de Beauce de 1929 à 1935 à l'Assemblée législative du Québec.